# Municipio de Upper Dublin
El municipio de Upper Dublin  (en inglés: Upper Dublin Township) es un municipio ubicado en el condado de Montgomery en el estado estadounidense de Pensilvania. En el año 2000 tenía una población de 25.878 habitantes y una densidad poblacional de 757 personas por km².

## Geografía
El municipio de Upper Dublin se encuentra ubicado en las coordenadas 40°07′29″N 75°09′59″O / 40.12472, -75.16639.

## Demografía
Según la Oficina del Censo en 2000 los ingresos medios por hogar en la localidad eran de $80,093 y los ingresos medios por familia eran $91,418. Los hombres tenían unos ingresos medios de $68,353 frente a los $39,152 para las mujeres. La renta per cápita para la localidad era de $37,994. Alrededor del 3,0% de la población estaban por debajo del umbral de pobreza.